# Archives départementales de la Sarthe

Les archives départementales de la Sarthe sont un service du conseil départemental de la Sarthe (Pays de la Loire, France).

## Histoire

### Le bâtiment
Plusieurs bâtiments ont accueilli successivement les archives:
- 1838, abbaye bénédictine de la Couture,
- Septembre 1911, abbaye Saint-Vincent, rue Germain-Pilon,
- 1936, ancienne prison militaire du quartier Cavaignac,
- 2002, bâtiment moderne rue Christian-Pineau.

### Les directeurs
- 1800-1825 : Chesneau-Desportes ;
- 1838-1857 : Édouard Bilard ;
- 1857-1862 : Alfred Lepelletier Deslandes ;
- 1863-1878 : Armand Bellée ;
- 1878-1887 : Victor Duchemin ;
- 1887-1896 : Jacques Dunoyer de Segonzac ;
- 1896-1899 :  Jules Chavanon ;
- 1899-1929 : Julien L'Hermitte ;
- 1929-1948 : Henri de Berranger ;
- 1948-1963 :  Henri Boullier de Branche ;
- 1963-1983 : Gérard Naud ;
- 1983-1993 : Robert Chanaud ;
- 1993-1998 : Serge de Poorter ;
- 1999-2004 : Philippe Charron ;
- 2004-2011 : Benoît-Joseph Pedretti ;
- 2011-2017 : Samuel Gibiat ;
- Depuis 2017 : Emmanuelle Foucher-Lefebvre

## Fonds

### Ensemble des documents conservés
Le bâtiment de 2002 permet d'accueillir potentiellement 53 000 mètres linéaires de documents archives. En 2002, les fonds et collections représentent:
- Documents originaux : 20 263 mètres linéaires d’archives,
- Microfilms : 108 161 mètres linéaires,
- Documents iconographiques : 23 000 pièces environ,
- Bibliothèques
  - Ouvrages : 12 000 livres environ,
  - Périodiques : 1 420 titres, dont 170 vivants.

### Archives numérisées
Les archives donnent accès en ligne aux numérisations de plusieurs séries de documents:
- Registres paroissiaux et d'état civil,
- Le cadastre,
- Plans terriers,
- Matricules militaires (classes de 1878 à 1898),
- Fonds sonores,
- et prochainement le fonds Maurice Loutreuil.

## Pour approfondir